# Sestry Wachowské

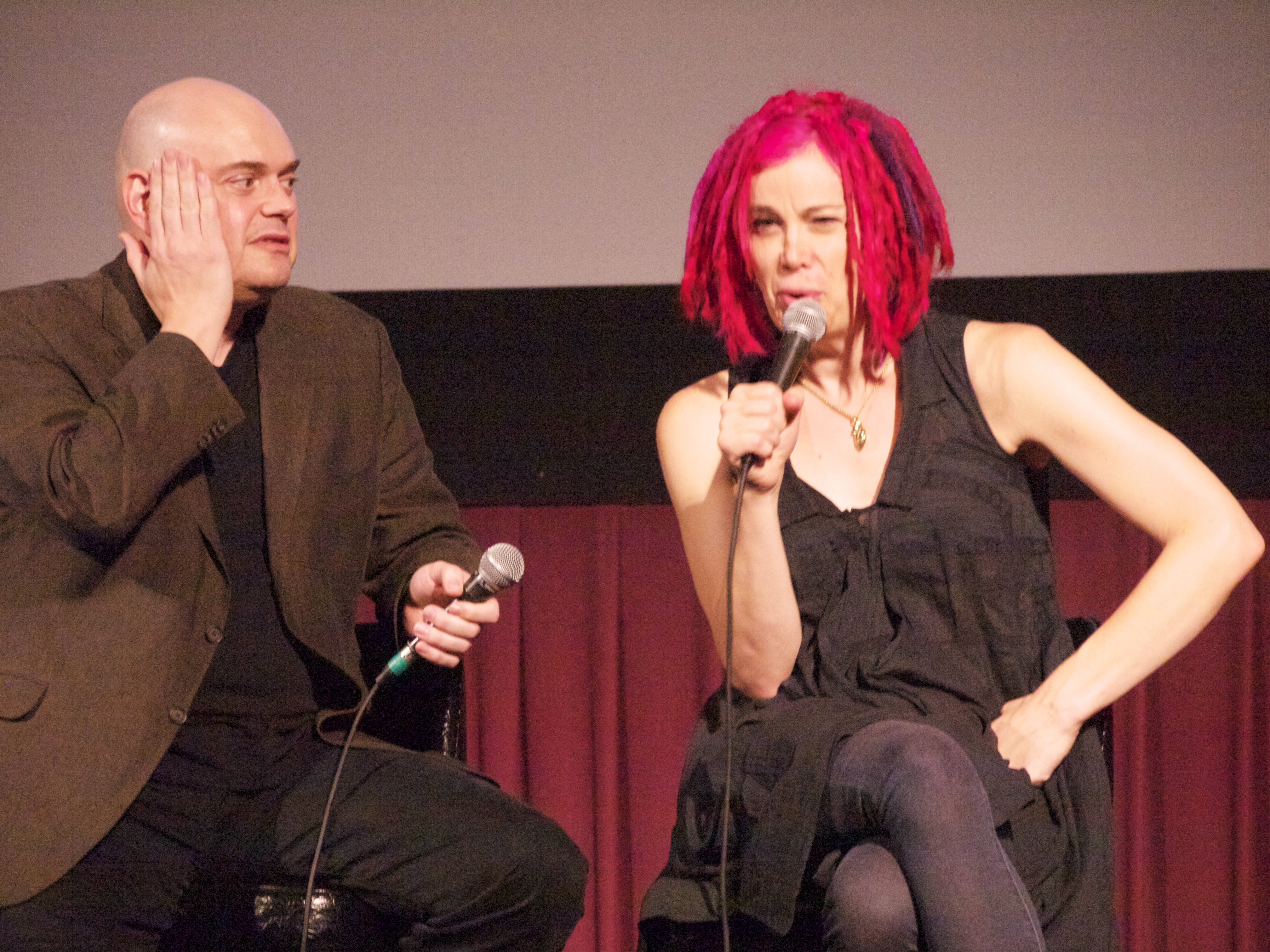
Lilly (vlevo) a Lana Wachowské v roce 2012

Sestry Wachowské (dříve známé jako bratři Wachowští nebo sourozenci Wachowští) je americká sesterská dvojice filmových režisérek, scenáristek a producentek. Tvoří ji Lana Wachowski a Lilly Wachowski, které pocházejí z Chicaga z polsko-americké rodiny. Obě užívaly od narození mužskou identitu, v průběhu svých životů prodělaly sociální i operativní změnu pohlaví. V oblasti filmu začaly jako sourozenci spolupracovat v polovině 90. let 20. století, kdy byl jejich prvním společným dílem scénář k celovečernímu snímku Nájemní vrazi. Zřejmě nejvýznamnějším dílem Wachovských je filmová trilogie Matrix z let 1999–2003.

## Lana Wachowski
Lana Wachowski (* 21. června 1965, Chicago), rodným jménem Laurence Wachowski, je starší ze sester.
V roce 2002 se tehdy ještě Larry rozvedla s manželkou Theou Bloom a v dalších letech vystupovala postupně více a více žensky. V září 2007 pak prodělala změnu pohlaví, a stala se tak první významnou hollywoodskou režisérkou, která se veřejně deklarovala jako transgender. V roce 2012, v souvislosti s kampaní k filmu Atlas mraků, vystoupila Lana veřejně ve své ženské identitě a pod jménem Lana Wachovski byla již také uvedena v titulcích filmu.

## Lilly Wachowski
Lilly Wachowski (* 29. prosince 1967, Chicago), rodným jménem Andrew Paul Wachowski, je mladší ze sester.
Dne 8. března 2016 vydala Lilly Wachowski prohlášení o změně svého pohlaví, čímž následovala svou sestru. Stalo se tak po opakovaných hrozbách médií, že zveřejní její genderovou změnu.

## Společná filmografie

### Film
- 1995 Nájemní vrazi (scénář)
- 1996 Past (režie, scénář)
- 1999 Matrix (režie, scénář, výkonná produkce)
- 2001 The Matrix Revisited (dokument; výkonná produkce)
- 2003 Animatrix (scénář, produkce)
- 2003 Matrix Reloaded (režie, scénář, výkonná produkce)
- 2003 Matrix Revolutions (režie, scénář, výkonná produkce)
- 2006 V jako Vendeta (scénář, produkce, režie druhého štábu)
- 2007 Invaze (úprava scénáře)
- 2008 Speed Racer (režie, scénář, výkonná produkce)
- 2009 Ninja Assassin (produkce)
- 2012 Atlas mraků (režie, scénář, produkce)
- 2015 Jupiter vychází (režie, scénář, produkce)
- 2021 Matrix Resurrections (Lana: režie, scénář, produkce)

### Televize
- 2015–2017 Osmý smysl (spoluautorství seriálu, showrunning, scénář, režie)